# Pellenes moreanus
Pellenes moreanus là một loài nhện trong họ Salticidae.
Loài này thuộc chi Pellenes. Pellenes moreanus được Metzner miêu tả năm 1999.